# Química dels polímers

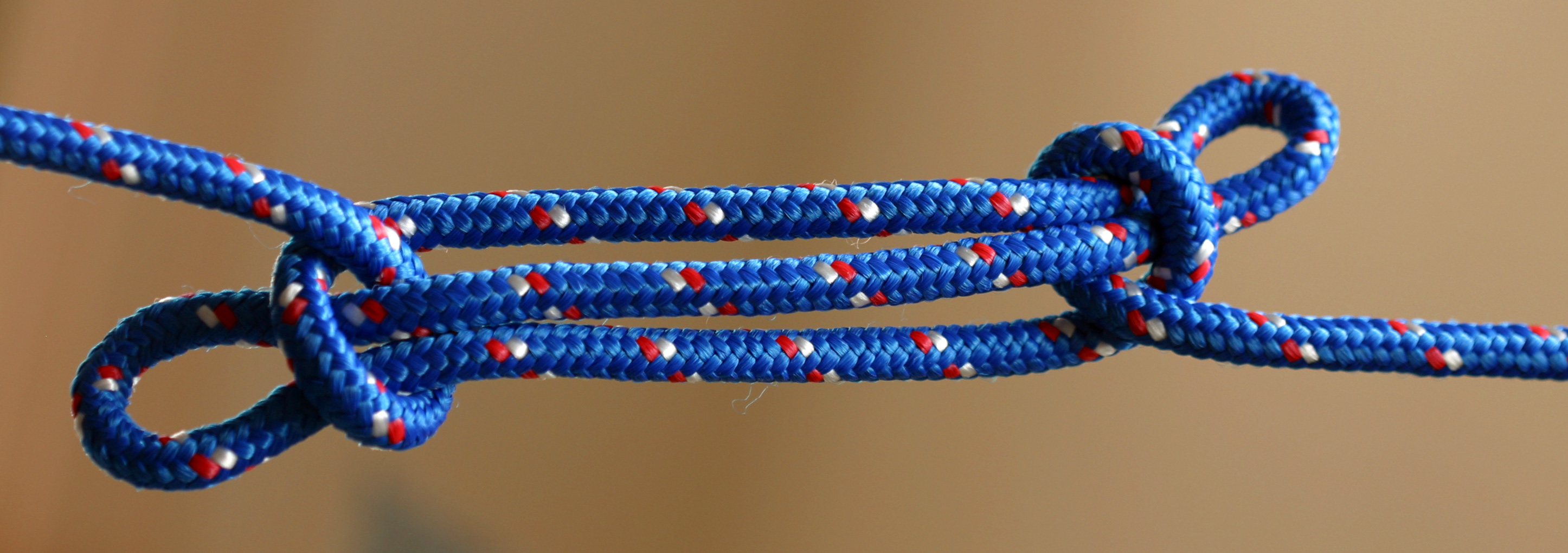
Corda de niló.

La química de polímers o química macromolecular és una ciència multidisciplinària que maneja la síntesi química i les propietats químiques dels polímers. D'acord amb les recomanacions de la Unió Internacional de Química Pura i Aplicada, els polímers es refereixen a les cadenes individuals de molècules que constitueixen el domini de la química. Els polímers descriuen la major part dels materials i pertany al camp de la física de polímers com una disciplina de la física.

## Història

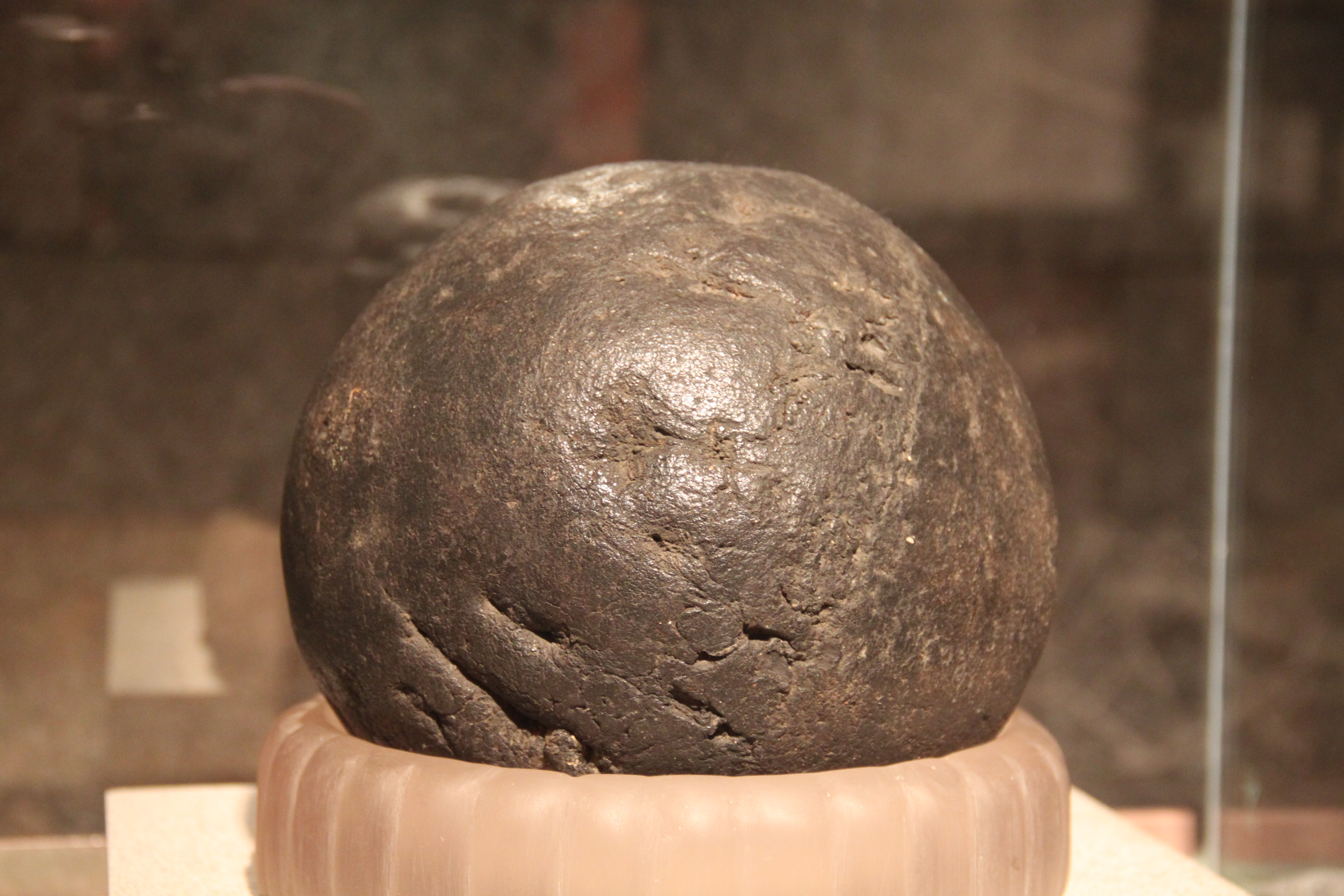
Pilota de cautxú asteca (segle XV).

La paraula «polímer» fou introduïda en alemany pel químic suec Jöns Jacob Berzelius (1779-1848) el principi de la dècada del 1830 per descriure molècules en què els mateixos grups atòmics es disposaven repetidament. «Polímer» prové del grec πολυμερής polymerḗs 'compost de moltes parts', de πολυ- poly- 'poli-' ‘molt’ i μέρος méros 'part'. Berzelius considerà el benzè C6H6 com un polímer de l'etí o acetilè, C₂H₂. Amb el temps, el terme s'emprà per a molècules més grans i més grans, fins que finalment es reservà per denotar les macromolècules flexibles llargues formades de diverses unitats bàsiques conegudes com a "monòmers" (del prefix grec mónos, que significa ‘un’, ‘un de sol’ i μέρος méros 'part').
Des del segle XIX, els químics descobriren masses moleculars inusualment elevades per a alguns productes naturals com el cautxú, la cel·lulosa, les resines i les proteïnes. Les substàncies orgàniques ordinàries, com l'etanol, l'oli o el sucre, tenen una massa molecular en el rang de 50 a 500. En canvi, per als productes orgànics naturals en qüestió, el rang és de 50 000 a diversos milions. En alguns aspectes, aquests productes orgànics es comportaven com col·loides inorgànics, ja que podien romandre en solucions com a partícules enormes amb una molt baixa difusió. En aquell moment, era difícil d'imaginar molècules amb una grandària considerable capaces d'existència estable. En comptes d'això, molts reconeguts químics orgànics com Wolfgang Ostwald (1883-1943), Hans Pringsheim (1876–1940) i Kurt Hess (1888-1961) suggeriren el concepte de cúmuls o agregats de molècules molt més petites unides per forces intermoleculars d'agregació.

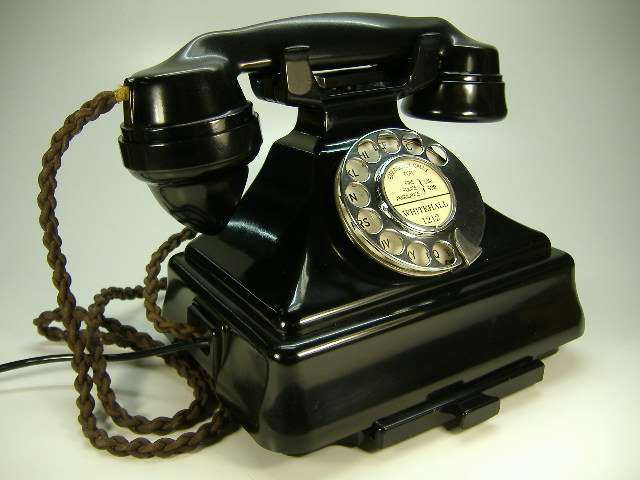
Telèfon de bakelita.

El 1902 el químic belga Leo Baekeland (1863-1944) treballant a Nova York obtingué el primer polímer sintètic, la baquelita. La sintetitzà a partir de fenol i formaldehid. Obtingué una resina que pot ser emmotllada a mesura que es forma i esdevé dura en solidificar. És aïllant de l'electricitat, és resistent a l'aigua i als solvents, però fàcilment mecanitzable. El seu ampli espectre d'ús permeté emprar-la a les noves tecnologies de l'època, com carcasses de telèfons, ràdios i fins i tot estructures de carburadors. S'ha utilitzat fins avui dia en nanses de cassoles.

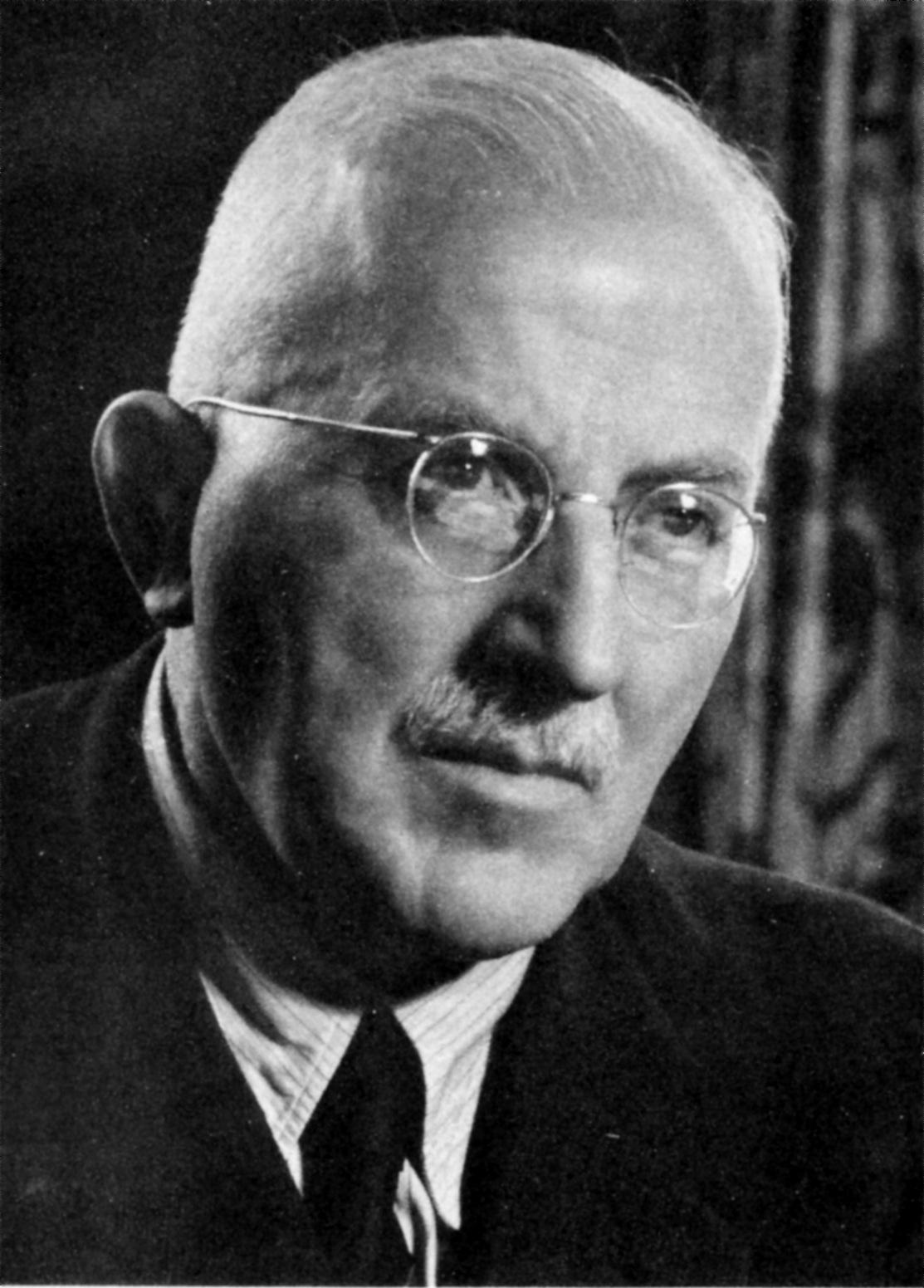
Hermann Staudinger, químic que establí les bases de la polimerització.

El 1920, el químic alemany Hermann Staudinger (1881-1965) de l'Escola Federal Politècnica de Zúric (ETH Zürich), publicà un article titulat "Über Polymerisation" ("Sobre la polimerització"). En aquest article, proposà una estructura en cadena per al cautxú, en què cada molècula en forma de cadena constava de moltes unitats químiques idèntiques (monòmers d'isopré). També afirmà que l'inusual resistència a la tracció i l'elasticitat del cautxú eren el resultat de la gran longitud d'aquestes cadenes, i del gran nombre de dobles enllaços carboni-carboni entre les subunitats dins de cada molècula. Alguns anys més tard, Staudinger anomenà aquestes molècules "Makromolekül" ("macromolècula").
Staudinger s'oposà fortament a l'analogia entre els col·loides inorgànics i les substàncies orgàniques de massa molecular elevada. Argumentà que totes les propietats físiques i químiques de la matèria orgànica estan definides per la seva estructura molecular intrínseca i no per forces físiques fora de les molècules. Això donà lloc a un debat de llarga durada sobre col·loides/macromolècules. Després d'una llarga controvèrsia, la teoria macromolecular de Staudinger fou finalment acceptada per la comunitat científica. Això portà a alguns dels avenços científics més importants del segle xx, afectant molts aspectes de les nostres vides.
Entre 1922 i 1930, Staudinger continuà els seus experiments amb cautxú modificat químicament i publicà els resultats en 19 articles, en els quals investigà a fons les propietats del cautxú natural catalíticament hidrogenat. Els seus resultats demostraren que la pèrdua del doble enllaç en el cautxú saturat no afectava les "proprietats col·loïdals" del material. Suposà que això demostrava la presència de vincles covalents entre els blocs de construcció de les molècules de cautxú.

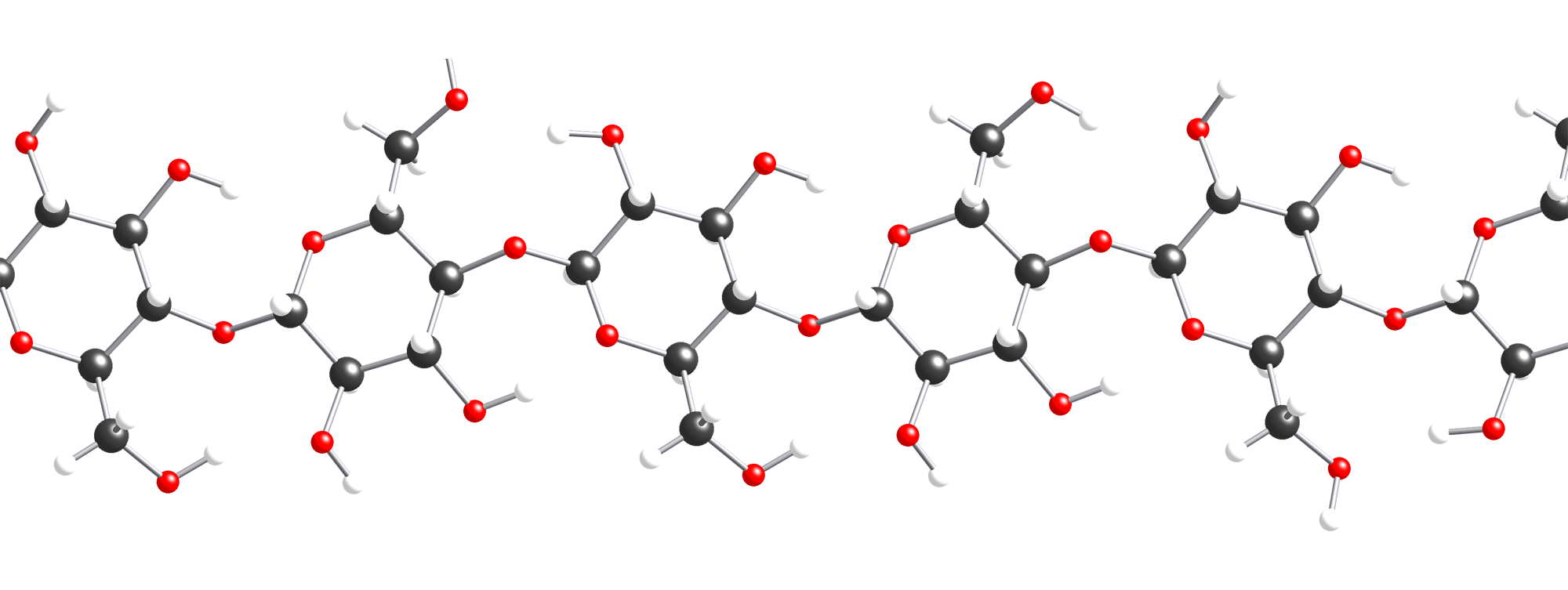
Estructura de la celulosa.

Als primers decennis del segle xx, s'empraren nous mètodes físics, com els raigs X i la difracció d'electrons, per estudiar fibres naturals (cel·lulosa), cautxú i proteïnes. Mentre Staudinger publicava els seus resultats sobre la modificació del cautxú, el 1928 els químics alemanys Reginald O. Herzog (1878–1935) i W. Jancke estudiaren l'estructura de les fibres de cel·lulosa mitjançant difracció de raigs X i observaren patrons de difracció inusuals formats per taques difuses col·locades simètricament en grups de quatre. Posteriorment, aquests difractogrames foren interpretats per Michael Polanyi (1891-1976), qui suggerí que almenys una part del material de cel·lulosa era cristal·lina i constava ja sigui de cadenes llargues d'anells de glucosa o dímers d'anells. Malgrat aquesta conclusió ambigua, la interpretació de Polanyi fou un pas important cap a l'establiment de la teoria macromolecular.
Entre 1925 i 1926, els col·legues de Polanyi, J.R. Katz, E.A. Hauser i H. Mark, observaren que el difractograma de raigs X del cautxú estirat mostrava un patró que podia estar associat a material parcialment cristal·litzat. Aquest resultat donà suport a la idea que les cadenes macromoleculars flexibles, quan es sotmeten a deformació mecànica, poden ordenar-se en feixos primes, allargats i ben orientats amb una alta ordre interna.
Aproximadament en aquesta època, la investigació sobre materials de massa molecular elevada estava prenent impuls a l'altra banda de l'Atlàntic. El 1926, O. L. Sponsler i W. H. Dore, treballant a la Universitat de Califòrnia, Los Angeles, presentaren una estructura completa de la molècula de cel·lulosa, una cadena d'anells de glucosa units per enllaços covalents.

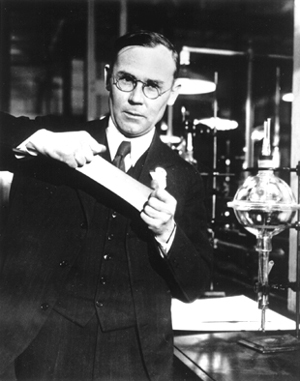
Wallace Carothers al seu laboratori.

El 1928, Wallace H. Carothers (1896-1937) a la companyia DuPont començà una recerca sistemàtica i ambiciosa per sintetitzar nous materials amb estructures específiques mitjançant reaccions orgàniques establertes. Com a resultat, creà una nova classe de polímers totalment sintètics anomenats poliamides, o "nilons", que es podien fondre i estirar en una fibra extraordinàriament resistents. Els seus resultats també ajudaren a establir, sense més crítiques, la idea de les macromolècules com a unitats fonamentals de la matèria orgànica.

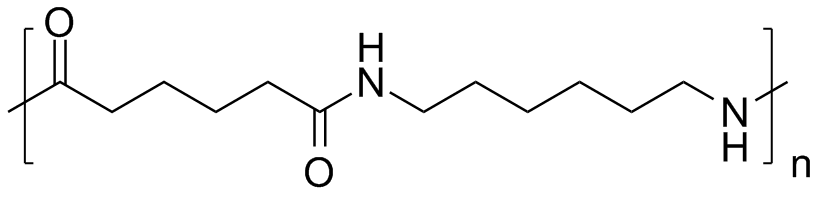
Monòmer del niló 6,6.

Les dècades de 1930 i 1940 marcaren l'edat daurada per al desenvolupament de nous polímers sintètics. Científics en laboratoris acadèmics i industrials sintetitzaven nous monòmers a partir de matèries primeres abundants i econòmiques. Al mateix temps, es refinaven els processos de polimerització (un procés de creixement en cadena, on els monòmers s'uneixen seqüencialment a l'extrem actiu de la cadena de polímer en creixement) i policondensació (un procés de creixement per etapes que combina dos o més monòmers diferents en una estructura alternada) per augmentar l'eficiència i el rendiment. Es desenvoluparen nous mètodes per a una millor caracterització de la microestructura de les macromolècules de polímer. Això, al seu torn, permeté l'enginyeria de polímers amb propietats físiques i químiques específiques ajustant l'estructura i la disposició de les cadenes de polímer.

Polimerització del clorovinil per donar clorur de polivinil (PVC).

Polimerització de la caprolactama per donar la poliamida niló 6.

L'aparició del clorur de polivinil (PVC), el poliuretà (PU), les fibres de niló i el neoprè (la primera goma sintètica), el politetrafluoretilè (PTFE o "Tefló") i el poliestirè (PS) revolucionaren la fabricació de fibres, pel·lícules, plàstics, gomes, revestiments i adhesius d'ús humà. Aquests nous materials sintètics no tenien semblança amb les seves matèries primeres (generalment oli o gas natural). Superaven els seus equivalents naturals, al mateix temps que eren més econòmics i accessibles. L'auge de l'indústria automobilística i la demanda de goma durant la Segona Guerra Mundial estimularen la producció a gran escala de goma artificial. L'èxit aclaparador de les fibres sintètiques, la goma sintètica i els nous materials funcionals ensenyà a la indústria dels polímers una lliçó vital: la recerca fonamental pot conduir a productes que substitueixen els materials naturals.

Animació d'una part de l'estructura de l'ADN.

### El reconeixement científic de l'estudi dels polímers
Hermann Staudinger rebé el Premi Nobel de Química el 1953 pel seu treball de tota una vida en el camp de la química macromolecular.
El 1962 el Premi Nobel de Fisiologia o Medicina es concedí al biòleg britànic Francis H. C. Crick (1916-2004), el biòleg estatunidenc James D. Watson (1928) i el biofísic anglès Maurice H. W. Wilkins (1916-2004) pel seu treball a la dècada de 1950 sobre l'estructura dels àcids nucleics, els biopolímers més importants de tots.
El 1963, es concedí el Premi Nobel de Química al químic alemany Karl Ziegler (1898-1973) i al químic italià Giulio Natta (1903-1979) pel desenvolupament d'un procés catalític (emprant un catalitzador mescla de trietilalumini Al(C₂H5)₃ i un compuost d'un metall de transició com el tetraclorur de titani TiCl4) que permeté als químics realitzar una polimerització ben controlada a temperatura ambient i pressió atmosfèrica. Això obrí el camí per a la producció massiva de polietilè i polipropilè, els dos polímers de consum més àmpliament utilitzats.

Mecanisme de polimerització de propilè, o propè, amb el catalitzador de Ziegler i Natta per obtenir polipropilè.

El químic estatunidenc Paul J. Flory (1910-1985) rebé el Premi Nobel de Química el 1974 per les seves contribucions fonamentals a la ciència dels polímers. Permeté el desenvolupament de la comprensió moderna de com es comporten les macromolècules de polímers. La seva recerca demostrà que les molècules individuals en un polímer varien en longitud de cadena i que les propietats dels polímers sintètics només es poden descriure com a propietats "mitjanes". Aquestes idees es desenvoluparen posteriorment en el concepte de "distribució de massa molecular", una de les propietats fonamentals dels materials polimèrics.
El Premi Nobel de Química del 2000 fou atorgat al físic i químic estatunidenc Alan J. Heeger (1936), al neozelandès Alan G. MacDiarmid (1927-2007) i al japonès Hideki Shirakawa (1936) per la descoberta de la alta conductivitat elèctrica de poliacetilè dopat a mitjans de la dècada de 1970. Això despertà un interès creixent en el camp dels polímers conductors orgànics que es poden adaptar per aconseguir una funcionalitat electrònica i òptica desitjada. L'ús de compostos orgànics en la microelectrònica portà al desenvolupament de diòdes orgànics emissors de llum (OLED) utilitzats en la tecnologia de visualització moderna i en bateries de liti-polímer d'alt rendiment.

La polimelamina, un polímer condutor.